# Selby (Dakota del Sud)
Selby è un centro abitato (city) degli Stati Uniti d'America, situato nella contea di Walworth nello Stato del Dakota del Sud, della quale è capoluogo. La popolazione era di 642 persone al censimento del 2010.

## Storia
Selby ha avuto il suo inizio con l'arrivo della Chicago, Milwaukee, St. Paul and Pacific Railroad nell'area nel 1899. La città è stata chiamata così in onore di un funzionario delle ferrovie.

## Geografia fisica
Selby è situata a 45°30′20″N 100°01′53″W (45.505692, -100.031369).
Secondo lo United States Census Bureau, ha un'area totale di 0,71 miglia quadrate (1,84 km²).

## Società

### Evoluzione demografica
Secondo il censimento del 2010, c'erano 642 persone.

### Etnie e minoranze straniere
Secondo il censimento del 2010, la composizione etnica della città era formata dal 96,7% di bianchi, il 2,0% di nativi americani, e l'1,2% di due o più etnie. Ispanici o latinos di qualunque razza erano lo 0,5% della popolazione.